# Folkestone and Hythe
Folkestone and Hythe är ett distrikt (motsvarande kommun) i grevskapet Kent i England, Storbritannien. Distriktet har 110 237 invånare (2022). Fram till 2018 hette distriktet Shepway. 
Större orter är Folkestone och Hythe. Distriktet är indelat i 30 civil parishes.